# Донген (футбольний клуб)
ФА Донген (нід. VV Dongen) — аматорський футбольний клуб з міста Донген, Нідерланди. Клуб був заснований 1923 року, коли DVC і «Olympia» злилися. Перша назва клубу була «Dongense Sportvereniging Dongen-Vooruit» (англ. Dongen Sports club Dongen Forward). Кольорами клубу були чорний і білий. У 1940 році кольори були змінені на жовтий і синій. У 1944 році клуб змінив назву на «ФА Донген».
Налічує приблизно 900 членів, які складають 11 дорослих команд (1 жіноча команда), 12 команд юніорів (2 дівчата), і 25 учнівських команд (23 дівчата). Команди клубу грають на стадіоні «Шпортпарк Де Біцен» у місті Донген.